# Jelle Zijlstra
Jelle Zijlstra (ur. 27 sierpnia 1918 w Oosterbierum, zm. 23 grudnia 2001 w Wassenaar) – holenderski polityk i ekonomista.
Należał do partii Anti Revolutionaire Partij. Był ministrem: gospodarki (1952–1959) oraz finansów (1958–1963, 1966–1967). W latach 1966–1967 pełnił funkcję premiera Holandii. Od 1967 do 1981 zajmował stanowisko prezesa banku centralnego Holandii De Nederlandsche Bank. Był członkiem Królewskiej Holenderskiej Akademii Sztuk i Nauk.